# Des Güell a Lluc a Peu

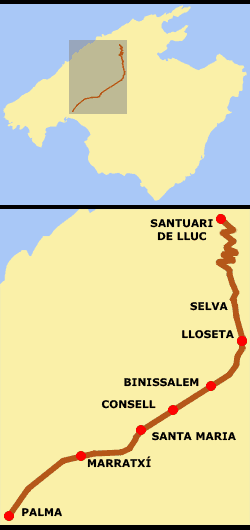
Recorregut de la marxa

Des Güell a Lluc a Peu és una marxa, o pelegrinatge, que es fa anualment (el primer dissabte del mes d'agost) a Mallorca. Consisteix en una caminada d'uns 48 km que va des de Palma fins al monestir de Lluc, a la Serra de Tramuntana.

## Història
Els inicis d'aquesta marxa es troben en una curiosa anècdota. Tot va començar una nit d'estiu el 1974 al bar Güell, de Palma, en una petita tertúlia d'amics, quan de sobte va esclatar un sifó a les mans de la filla del propietari del bar, Tolo Güell, però no hi va haver cap desgràcia. Llavors, un dels que es trobava al local va dir: Ha sigut un miracle que no hagi ocorregut una desgràcia! Hem de pujar a Lluc per donar gràcies a la Mare de Déu.
El 18 de juliol d'aquell mateix any van pujar a Lluc (el dia de la festa nacional en aquella època), i hi varen participar unes 30 persones. L'any 1980 la caixa d'estalvis de Balears Sa Nostra, es va interessar en aquest fet i va anar guanyant popularitat.
Actualment participen cada any unes 15.000 persones (havent-se arribat fins a les 35.000 el 1990) no sols de Mallorca, sinó també d'altres llocs.

## Recorregut
La marxa travessa diverses localitats de l'illa trobant-se regularment establerts controls on es reparteix aigua i peces de fruita. El recorregut és el següent: Palma, Marratxí, Santa Maria, Consell, Binissalem, Lloseta, Biniamar, Selva, Caimari i Lluc.

## Altres pelegrinatges similars
- També en altres llocs d'Espanya es realitzen peregrinacions similars, com és el cas de la Pelegrinatge a Candelaria celebrada a Tenerife (igual que en Lluc al mes d'agost) en honor de la patrona de les Illes Canàries, la Verge de Candelaria.[1]